# Schefflera menglaensis
Schefflera menglaensis är en araliaväxtart som beskrevs av H.Chu och H.Wang. Schefflera menglaensis ingår i släktet Schefflera och familjen araliaväxter. Inga underarter finns listade.